# Смирнов, Алексей Евгеньевич
Алексей Евгеньевич Смирнов (род. 5 февраля 1946, Москва) — советский и российский учёный, писатель и изобретатель.
Член Международного союза кристаллографов и Международного союза журналистов; руководитель литературной студии «Магистраль»; член редколлегии журнала «Мурзилка»; секретарь Правления Союза писателей Москвы; академик Российской академии естественных наук.

## Биография
Предки по отцовской линии. Прадеды: Кузьма Смирнов — сельский староста одной из можайских деревень; Ефим Бодров — банковский служащий в городе Кирсанове Тамбовской губернии. Дед: Алексей Кузьмич Смирнов (1895—1950) — командир подразделения кремлёвских курсантов в битве под Москвой, позже — полковник, старший преподаватель Военной академии им. Фрунзе. Бабушка: Валентина Ефимовна Смирнова (урождённая Бодрова, 1900—1975) — рентгенотехник. Отец: Евгений Алексеевич Смирнов (1922—1976) — в годы войны офицер-десантник, участник ряда крупных воздушно-десантных операций, после войны выпускник Военно-юридической академии, впоследствии доктор юридических наук, профессор.
Предки по материнской линии. Прадеды: Павел Мацкевич — строитель и настоятель Кафедрального Покровского собора в Барановичах, по семейному преданию последний из 300-летней династии священнослужителей; Марк Альтзицер — сапожник в Мелитополе (расстрелян немцами в годы Второй мировой войны). Дед: Сергей Павлович Мацкевич (1897—1964) — учёный-экономист, один из создателей плана ГОЭЛРО. Бабушка: Ирина Марковна Мацкевич (урождённая Альтзицер). Мать: Смирнова Елена Сергеевна (урождённая Мацкевич, 1923—2006) — ученица знаменитого ботаника академика П. М. Жуковского, заведующая Отделом тропической флоры Главного ботанического сада АН СССР, специализация: орхидеи; автор научной монографии «Морфология побеговых систем орхидных» (М., Наука, 1990).
Детские годы Смирнова прошли в древнем Чертолье в «доме Перцова» (Курсовой переулок, дом 1, памятник русского модерна) рядом с храмом Христа Спасителя, тогда уже (и ещё) не существовавшем. В советские годы дом принадлежал Военной академии им. Фрунзе, там жили офицеры и генералы, а на четвёртом этаже в «Студии» — художники, в том числе бывшие «бубнововалетовцы» А. В. Куприн и Р. Р. Фальк. Окно семьи Смирновых (занимавших комнату в коммунальной квартире) на втором этаже рядом с эркером над воротами, выходило на теннисные корты Дома учёных — экзотику послевоенной Москвы. Отец, посвятивший жизнь работе, не принимал активного участия в воспитании сына. Эту роль взяли на себя мама и няня Акулина Филипповна Крылова — неграмотная смоленская крестьянка. Не последними воспитателями были улица, теннисная секция и школа. Первый класс ученик закончил в мужской средней школе № 36, построенной на месте разрушенного Зачатьевского монастыря (ныне восстановлен). Учёба продолжилась в 41-й школе рядом с церковью Ильи Обыденного, а завершилась в 50-й в Померанцевом переулке.
Родители поддерживали склонности сына к спорту; музыке и литературе; театру и кино. С шести лет он стал учиться игре на пианино, потом на гитаре; в одиннадцать сочинил первый рассказ, в четырнадцать — первую песню. Как юный диктор выступал в передаче Всесоюзного радио «Пионерская зорька»; занимался в детской театральной студии Дома учёных; а потом в студии при Драматическом театре им. К. С. Станиславского вместе с будущими известными актёрами Инной Чуриковой и Евгением Стебловым; пробовал себя на «Мосфильме» в картинах «Друг мой Колька» и «Бей, барабан!». Но эти «ласковые сети» его не уловили, и в 1964 году он стал студентом Московского химико-технологического института им. Д. И. Менделеева. Лето 1968 года вместе с товарищами провёл в Карпатах на плановых военных сборах, совпавших с вводом советских войск в Чехословакию. Батальон химической разведки остался в приграничном гарнизоне в Самборе, однако драматизм и напряжённость момента курсанты прочувствовали со всей остротой (песня «Солдатик»).

## Научная деятельность
По окончании Менделеевского института поступил на работу в Институт кристаллографии АН СССР (1970). В то время Институт представлял собой ведущее в мире научное учреждение, связанное с выращиванием, изучением структуры и свойств кристаллов. В нём трудились крупнейшие учёные: академики А. В. Шубников и Н. В. Белов (Президент Международного Союза кристаллографов); признанные в своих областях специалисты экстра-класса Б. К. Вайнштейн, М. В. Классен-Неклюдова, В. Н. Гречушников, В. Л. Инденбом. Слава Института была так велика, что его посещение включили в расписанный по минутам график пребывания в СССР премьер-министра Великобритании М. Тэтчер по её личной просьбе.
За годы исследовательской работы в лаборатории механических свойств кристаллов Смирнов разработал (совместно с В. Г. Говорковым) метод выращивания тонких плёнок сапфира; предложил и обосновал (совместно с Р. В. Галиулиным и Ю. А. Харитоновым) представление об идеальных формах растворения кристаллов; обнаружил (совместно с В. Г. Говорковым) возможность термохимической обработки корунда (рубин, сапфир) и развил соответствующую методику; открыл (совместно с А. А. Урусовской) механохимический эффект; открыл и исследовал (совместно с В. И. Альшицем, А. А. Урусовской, Н. Н. Беккауером, С. И. Ковалёвым и др.) эффекты влияние слабого магнитного поля (≈ 0,5 Тл) на химические и физические свойства (растворимость, микротвердость, пластичность) не магнитных кристаллов (NaCl, LiF, KDP, ADP). Указанные исследования нашли отражение во многих статьях, опубликованных в центральных научных журналах: «Физика твердого тела», «Письма в ЖЭТФ», «Кристаллография», «Химическая физика», «Journal of Materials Science» и
других.

## Литературная деятельность

### «Магистраль»
В 1970 году Смирнов пришёл в литературную студию «Магистраль», основанную (1946) поэтом и литературным критиком Григорием Левиным. Левин был врождённым учителем-бессеребренником, воспитавшим плеяду блестящих литераторов, среди которых Александр Аронов, Владимир Войнович, Виктор Гиленко, Ян Гольцман, Владимир Леванский, Владимир Леонович, Владимир Львов, Булат Окуджава и другие. «Магистраль» оказалась тогда островком творческой свободы в море литературного официоза.

### Первые книги
Первая публикация Алексея Смирнова — стихотворение «Щеглёнок» — вышла в коллективной подборке студийцев (альманах «Поэзия». М., Молодая гвардия, 1972, № 8, с. 180). В следующем году была написана песня «Август», которую Левин предложил считать гимном «Магистрали».
… Шумит огонь, и птицей темнота

Взметает вверх потоки алой пыли.

И все ж сказать отважимся: "Мы были

С тобою, август, счастливы всегда.

Над нами пусть всегда она парит —

Твоя душа, ведь это в нашей власти…

Мы не гадаем, что такое счастье,

Мы просто смотрим, как огонь горит…
Семинар поэзии Общемосковского совещания молодых писателей (Софрино, 1976, руководители — Б. Слуцкий, Б. Окуджава) рекомендовал к печати первую книгу стихов Алексея Смирнова. Его публикации появились в коллективных подборках молодых поэтов в альманахе «Истоки» и журнале «Новый мир».
В 80-е гг., однако, попытки выйти к читателю с оригинальным творчеством сильно затруднились. Едва ли ни единственным печатным органом, доступным Смирнову, оказался ведомственный журнал «Городское хозяйство Москвы» (зам. главного редактора А. С. Ершов).
Между тем по совету сотрудников отдела поэзии «Нового мира» к Смирнову обратился классик молдавской литературы поэт Емилиан Буков с просьбой о переводе его стихов. После двух сборников лирики Смирнов перевёл с молдавского поэму Букова «Андриеш» — самый большой эпос детской литературы (Кишинев, «Литература артистикэ», 1987, тираж 30 000 экз.). В том же году вышла в свет первая поэтическая книга автора «Спросит вечер» (М., Советский писатель, 1987, тираж 10 000 экз.). Так был обойдён непреодолимый принцип той поры, гласивший: чтобы издать книгу, надо быть членом Союза писателей СССР, а чтобы стать членом Союза писателей СССР, надо издать книгу. Книга вышла, появился повод для вступления в Союз. Одну из рекомендаций дал Фазиль Искандер:

«Я давно знаю стихи Алексея Смирнова. Они публиковались в периодике, недавно вышли отдельной книжкой „Спросит вечер“. Кроме того, он издал три книги переводных стихов. Одним словом, Смирнов вполне профессиональный литератор. Стихи его зрелы, голос не спутаешь в общем поэтическом хоре, а это главный признак всякого талантливого человека. Считаю, что он вполне достоин быть членом Союза писателей, куда его охотно и рекомендую».— Фазиль Искандер, 23.01.88
Тем не менее, приёмная комиссия отклонила кандидатуру соискателя. Он был принят в члены Союза писателей СССР лишь в октябре 1991 года после провала ГКЧП.
В том же году вышла в свет отдельным изданием поэма Алексея Смирнова «Дашти Марго» (М., 1991), афганский реквием с предисловием Бориса Чичибабина, в котором тот назвал поэму «выстраданным и продуманным, взволнованным и волнующем, подробным и глубоким произведением о войне». В письме к автору свой отклик оставил Булат Окуджава:

«Уважаемый Алексей! Я долго приступал к чтению Вашей поэмы, а потом прочитал залпом. Это очень интересно и достойно. Не могу сказать, что все меня, ортодокса и традиционалиста, устроило в равной мере, но я старался быть предельно объективным, и мне это, кажется, удалось. Поздравляю!

Желаю всего самого доброго. Б. Окуджава».

### Детская литература
В конце 80-х годов на волне перестройки началось движение учителей-новаторов за обновление гуманитарного образования в России. Одновременно с этим стали возникать частные издательства, тогда как отлаженная советская система распространения книг ещё работала. По предложению учителя Д. А. Лебедева частное издательство «Лайда» попросило Смирнова написать в игровой форме книгу для детей о возможностях русского языка. Так появилась книжка «Сорок слов из простокваши» (М., Лайда, 1992, тираж 100 000 экз.), давно ставшая библиографической редкостью. Поэт Яков Аким принес её в журнал «Мурзилка» (1993), где автору было предложено сотрудничество, которое длится по сей день.
За эти годы в «Мурзилке» опубликованы детские книги Алексея Смирнова: «Прогулки со словами», «Судьба Иисуса», «Неугомонный Петербург», «Дар Владимира Даля», «Имя Родины», «Слово о шрифтах». Часть из них вышла отдельными изданиями, а книга «Дар Владимира Даля» (М., Дрофа, 2006) на Всероссийской книжной ярмарке 2006 года была признана лучшей книгой для детей и юношества. В одном из переизданий она выходила в комплекте с 4-томным словарём В. И. Даля. Своё писательское введение юных читателей в мир слова Смирнов подкрепил заявкой на создание Школы русской словесности. Эта инициатива была поддержана А. И. Солженицыным, победила на конкурсе инновационных проектов, но не встретила поддержки в министерстве образования.

### Индийские переводы
По предложению индолога Л. В. Савельевой — энтузиаста и знатока языка и культуры Гуджарата (штат западной Индии) Смирнов (без издательских договоров) осуществил перевод стихов гуджаратских поэтов конца XIX—XX веков. По стечению обстоятельств, когда работа была завершена, в Москву прибыла правительственная делегация Индии, подписавшая декларацию о советско-индийском культурном сотрудничестве. Согласно этому документу, в частности, издательству «Художественная литература» предписывалось в кратчайшие сроки выпустить в свет антологию индийской поэзии XX века, что представило для издательства не простую задачу: многое требовалось переводить с нуля, зато стихи поэтов Гуджарата оказались полностью подготовлены к печати. В связи с выходом двухтомника «Индийская поэзия XX века» (М., Художественная литература, 1990) Савельева и Смирнов по своей инициативе, на свои средства и по собственному маршруту совершили поездку в Индию (Дели — Ахмедабад — Бомбей — Гандинагар — древние города Гуджарата), посетили храмы и монастыри, общались с людьми на улицах больших и малых городов. Подлинники гуджаратских поэтов, их русские переводы, собственные стихи и песни Смирнова звучали на вечерах поэзии в мэриях, литературных салонах, университетах. Острота политической ситуации в Советском Союзе привлекла к этому частному визиту необычайное внимание средств массовой информации Индии.

### Дальнейшее литературное творчество
В 90-е — начале 2000-х гг. Смирнов становится постоянным автором журнала «Новый мир», публикуя там стихи, эссе, рецензии на значительные события в книгоиздании. Журнал начинает печатать собственные рассказы Алексея Смирнова, доброжелательно встреченные критикой. Спектр доступной автору периодики расширяется, включая в себя журналы и альманахи «Знамя», «Звезда», «Вопросы литературы», «Кольцо „А“», «Грани», «Предлог», «Истина и жизнь», «Литературная учёба», «Дружба народов», «Родина», «Литературное обозрение».
По Радио России звучит цикл детских передач Смирнова «Прогулки со словами», а по музыкальному радио «Орфей» — композиции цикла «Звезды поэзии на музыкальном небосклоне».
С 2000 г. Смирнов — член Союза писателей Москвы. В 2002 г. избран академиком Российской академии естественных наук (РАЕН) по отделению «Гуманитарные науки и творчество».
На Всероссийской книжной ярмарке 2006 года книга эссе Алексея Смирнова «Дыхание речи» (М., Глобулус, Энас, 2006) получает признание как лучшая книга лучшей серии («Литературный семинар»), а Российский гуманитарный научный фонд финансирует издание «Слова о полку Игореве» в переводе с древнерусского Алексея Смирнова, с его сопроводительными статьями и подробными комментариями, поясняющими трудные места поэмы (М., Языки славянской культуры, 2007). В том же году выходит книжка стихов «Кораблик», отклик на две невосполнимые утраты — уход из жизни жены и мамы. В течение года по обету Смирнов переводит с церковнославянского «Псалтирь» (не опубликовано). Будучи сторонником сохранения церковнославянского языка богослужения (сакральное не переводимо), переводчик трактует «Псалтирь» преимущественно как памятник древнееврейской поэзии.
Новой вехой в литературной работе автора стал «Прутковский проект» — цикл книг, связанных с именем Козьмы Пруткова. Вначале для серии «Жизнеописаний» петербургского издательства «Вита Нова» Смирнов предлагает самое полное жизнеописание никогда реально не существовавшего героя — Козьмы Петровича Пруткова вместе с книгой своих продолжений прутковских опусов, якобы обнаруженных им в авторских портфелях («Козьма Прутков: жизнеописание», «Прутковиада: новые досуги», СПб., Вита Нова, 2010); затем издательство дополняет проект сочинениями самого Козьмы, снабжёнными послесловием и детальными комментариями биографа к каждому опусу (Козьма Прутков Сочинения. Статья и прим. А. Е. Смирнова. — СПб., Вита Нова, 2011); а вскоре «Козьма Прутков» переиздаётся в Москве в серии «ЖЗЛ» издательства «Молодая гвардия» (2011). Впервые за 120-летнюю историю серии в ней выходит описание жизни и творчества вымышленного лица. По рейтингу «Независимой газеты» книга «Козьма Прутков: жизнеописание» включается в число лучших изданий года.
В 2013 году серия «Жизнеописаний» издательства «Вита Нова» пополнилась книгой автора «Иван Цветаев. История жизни» — первой подробной биографией основателя Музея изящных искусств в Москве (ныне ГМИИ им. А. С. Пушкина), филолога, археолога, искусствоведа Ивана Владимировича Цветаева.

## Семья
По возвращении Смирнова в Москву вся его семья прошла обряд крещения в бывшем Богоявленском монастыре: он сам, жена Наталия Леонидовна Смирнова (урождённая Пошешулина, 1951—2005) и три дочери.

## Признание и награды
- Лауреат Литературной премии им. А. П. Чехова.
- Удостоен почётного знака «Изобретатель СССР».
- Обладатель сертификата «Золотой фонд прессы».
- Награждён медалью медалью Преподобного Сергия Радонежского, Пушкинской медалью, Серебряной медалью Бунина.

### Статьи
- Смирнов А. Е., Галиулин Р. В., Харитонов Ю. А. — Кристаллография, 1978, 23, 2, 434—436.
- Смирнов А. Е., Урусовская А. А. — Кристаллография, 1981, 26, 3, 636—638.
- Smirnov A. E., A. A. Urusovskaya. — J. of Met. Sci., 1981, 16, 1426—1428.
- Smirnov A. E., A. A. Urusovskaya, Govorkov V. G., Berezhkova G. V. — J. of Met. Sci., 1981, 16, 1071—1080.
- Каневский В. М., Дистлер Г. И., Смирнов А. Е. и др. Изв. АН СССР. Сер. физ. 1984. Т. 48. № 12. С. 2408.
- Смирнов А. Е., Урусовская А. А., Регель В. Р. Доклады АН СССР. 1985. Т. 280. № 5. С. 1122.
- Смирнов А. Е., Урусовская А. А. ФТТ. 1987. Т. 29. № 3. С. 852.
- Урусовская А. А., Беккауер Н. Н., Смирнов А. Е. ФТТ. 1991. Т. 33. № 11. С. 3169.
- Урусовская А. А., Альшиц В. И., Смирнов А. Е., Беккауер Н. Н. Письма в ЖЭТФ. 1997. Т. 65. № 6. С. 470.
- Альшиц В. И., Беккауер Н. Н., Смирнов А. Е., Урусовская А. А. ЖЭТФ. 1999. Т. 111. № 3. С. 951.
- Урусовская А. А., Альшиц В. И., Беккауер Н. Н., Смирнов А. Е. ФТТ. 2000. Т. 42. № 2. С. 267.
- Альшиц В. И., Урусовская А. А., Смирнов А. Е., Беккауер Н. Н. ФТТ. 2000. Т. 42. № 2. С. 270.
- Urusovskaya A. A., Alshits V. I., Smirnov A. E., Bekkauer N. N. 20th- Europian Crystallographic Meeting. Book of Abstracts and Programme. Kracow^ Errata, 2001. P. 6.
- Альшиц В. И., Беккауер Н. Н., Смирнов А. Е., Урусовская А. А. Изв. РАН, Сер. физ. 2003. Т. 67. № 6. С. 775.
- Урусовская А. А., Альшиц В. И., Смирнов А. Е., Беккауер Н. Н. Кристаллография. 2003. Т. 48. № 5. С. 855—872
- Смирнов А. Е., Беккауер Н. Н., Волошин А. Э. ФТТ. 2005. Т. 47. № 7. С. 1253.
- Ковалёв С. И., Смирнов А. Е., Волошин А. Э. Кристаллография. 2007. Т. 52. № 1. С. 170.
- Ковалёв С. И., Смирнов А. Е., Волошин А. Э. ФТТ. 2012. № 8. С. 1499.
- Говорков В. Г., Смирнов А. Е. Способ изготовления изделий из корунда. — Бюллетень изобретений, № 8, 1977. Авторское свидетельство № 548311.
- Говорков В. Г., Смирнов А. Е., Затуловский Л. М., Егоров Л. П., Азоян С. Е., Костандян К. А. Устройство для обработки кристаллов. — Бюллетень изобретений, № 13, 1980. Авторское свидетельство № 725887.
- Говорков В. Г., Лифшиц И. Е., Смирнов А. Е., Станишевский Э. Я. Вакуумная электрическая печь. — Бюллетень изобретений, № 11, 1981. Авторское свидетельство № 815437.

### Книги
- Спросит вечер. Стихи. Первая книга автора. — М.: Советский писатель, 1987. — 128 с.
- Дашти Марго. Поэма. Авторская редакция. Художник Н. Вельчинская. Предисловие Б. Чичибабин. — М.: Этна-пресс, 1991. — 70 с.
- Сорок слов из простокваши. Макет Веры Хлебниковой. Художник Александр Стройло. — М.: Лайда, 1992. — 48 с.
- Прогулки со словами. Учебное пособие по русскому языку. — М.: Радуга, 1994. — 80 с.
- Прогулки со словами. Учебное пособие по русскому языку. — М.: Издательство «Центр гуманитарного образования», 1996. — 168 с.
- Рождественский дар. Песни. Художник Н. Гольц. — М.: Изограф, 1996. — 60 с.
- Щелковский сатирикон. — М.: Изограф, 1998. — 92 с.
- Автопортрет в лицах. — М.: Изограф, 1998. — 120 с.
- Время, полу-время, времена. Стихи и поэмы. — М.: Христианское издательство, 1999. — 156 с.
- Дар Владимира Даля: книга для внеклассного чтения / А. Е. Смирнов. — М.: Дрофа, 2005. — 175 с., ил. 2-е издание, стереотипное. Там же, 2007. 3-е издание, стереотипное. Там же, 2010.
- Дыхание речи. Прочтение поэтического текста. — М.: Глобулус. Энас, 2006. — 128 с. — (Литературный семинар).
- Кораблик. Стихи. — М.: Культурный центр «Дом-музей Марины Цветаевой», 2007. — 70 с.
- Имя Родины. — М.: Голден-Би, 2008. — 176 с., ил.
- Козьма Прутков: жизнеописание. — СПб., Вита Нова, 2010. — 512 с.: 157 ил. — («Жизнеописания»).
- Прутковиада: Новые досуги / Рис. автора. — СПб.: Вита Нова, 2010. — 128 с.
- Козьма Прутков. М.: Молодая гвардия, 2011. — 406 с.: ил. — (Жизнь замечательных людей: сер. биогр., вып. 1309).
- Зимняя канавка. — М.: Воймега, 2012. — 84 с.
- Иван Цветаев. История жизни. — СПб., Вита Нова, 2013. — 368 с.: 121 ил. — («Жизнеописания»).

### Сборники
- Считалка. — В кн.: Сказки без подсказки. М., Детская литература. 1981. С. 193.
- Лукьян-луковщик. — В кн.: Талан. Рассказы о деньгах и счастье. М.: Подкова, 2001. — 272 с. — с. 221—235.
- Блестящий променад («Невский проспект»). — В кн.: Гоголь и Общество любителей российской словесности. Составитель Р. Н. Клейменова. — М.: Academia, 2005. — 352 с., 8 с. вклейка. — с. 176—210.
- Весть об Армении. — В кн.: Путь к Арарату: Литературный альманах. — М.: Время, 2005. — 176 с.: ил. — с. 51 — 53.
- Из литературного наследия. Прутковиада. — В кн.: Семинар. К 90-летию со дня рождения Виталия Лазаревича Гинзбурга. Статьи и выступления. Составители Б. М. Болотовский, Ю. М. Брук. — М.: Издательство физико-математической литературы, 2006. — 264 с. — с. 209—216.
- Горячий спор: о чём и как. — В кн.: Иван Бунин и Общество любителей российской словесности / Под ред. чл.-корр. РАН Ю. Л. Воротникова. Составители Р. Н. Клейменова и Г. И. Пикулева. — М.: Academia, 2006. — 380 с., 8 с. вклейка. — с. 241—257.
- Две часовни. — Там же, с. 258—267.
- Стихи. — В кн.: «Магистраль» в Доме Марины Цветаевой. Сост. А. Е. Смирнов, А. В. Шарапова; предисл. А. Е. Смирнов. М., Дом-музей Марины Цветаевой. 2010. С. 97 — 103.

### Переводы
- Емилиан Буков Андриеш. Поэма. Для младшего школьного возраста. Перевод с молдавского Алексея Смирнова. Художник Павел Обух. Кишинев. Литература артистикэ, 1987. — 182 с., ил.
- Слово о полку Игореве. Перевод с древнерусского, статьи, комментарии Алексея Смирнова. М.: Языки славянской культуры, 2007. — 104 с.
- В кн.: Емилиан Буков Любовь есть любовь. Стихи / Перевод с молдавского А. Смирнова и др.; Художник А. Е. Буков. — Кишинев. Литература артистикэ, 1984. — 304 с.
- В кн.: Емилиан Буков Утренний человек. Стихи, поэмы. Перевод с молдавского. — М.: Советский писатель, 1985. — 304 с.
- В кн.: Индийская поэзия XX века в двух томах. Составитель О. Ю. Мелентьева. — М.: Художественная литература., 1990. — 446 с. (I том), 558 с. (II том). (Библиотека индийской литературы).

## Дискография
- Фруктовые часы. Стихи и песни. Исполняет автор. «Мелодия», 1982. Ленинградский завод грампластинок. Тираж 5000 экз.
- Устная книга. Аудиокассета: Рассказы, стихи и песни Алексея Смирнова. Читает автор. Поёт Мария Смирнова. «Страдиз — Аудиокнига». 2001.
- Устное собрание. Читает автор. Поэмы и стихотворения. Время звучания 63:28. М., 2008.
- Устное собрание. Читает автор. Дашти Марго. Афганский реквием. Время звучания 64:54. М., 2008.
- Устное собрание. Читает автор. Рассказы. Время звучания 68:32. М., 2008.
- Устное собрание. Исполняет автор. Песни-I. Время звучания 46:42. М., 2008.
- Устное собрание. Исполняет автор. Песни-II. Время звучания 46:07. М., 2008.
- Новые песни (2006/2007). Время звучание 46:18. М., 2008.
- Слово о полку Игореве. А. Е. Смирнов, подступы к памятнику, перевод, исполнение. Время звучания 60:20. М., 2013.